# Антемунт
Антемунт (на старогръцки: Ἀνθεμοῦς, Антемус, на гръцки: Ανθεμούντας, Антемундас, на латински: Anthemus) е името на езеро, древен град и област от античната история на Халкидическия полуостров, разположени на територията на днешния дем Полигирос. Точното местоположение на град Антемунт е все още неустановено, но се предполага, че е между Галатища и Василика. Според археолога Йоаким Папангелу Антемунт е в полето край Галатища и над развалините му е построена църквата „Света Параскева“.
Един от първите царе на Антемунт е Меропс (Μέροπας), убит в опита си да вземе Палене, дъщеря на царя на одомантите Ситон. Районът по-късно става част на Македонското царство в 510 година, когато Аминта I Македонски се подчинява на Персийската империя и персите му връщат земите на изток от устието на Вардар. В 505 г. пр. Хр. Аминта го предлага заедно с Йолк на сваления атински тиран Хипий. Аминта вероятно не притежава Антемунт и Йолк, а просто предлага обща военна експедиция. Хипий отказва предложението. Градът е окупиран от атиняните в 432 г. пр. Хр. и от Олинт в 382 г. пр. Хр. Накрая в 379 г. пр. Хр. градът отново попада в македонски ръце. В Битката при Иса в 333 г. пр. Хр. според Ариан участва антемунтски кавалерийски ескадрон с командир Перойдас. Големият елинистически град в Месопотамия Антемусияс е кръстен на Антемунт.
От 1928 до 1936 година Галатища носи името Антемундас или Антемус по името на античния град. Антемус е името на дема с център Галатища от 1998 до 2011 година, когато е слят с дем Полигирос.